# Arrondissement d'Heydekrug
 (octobre 2017).
Si vous disposez d'ouvrages ou d'articles de référence ou si vous connaissez des sites web de qualité traitant du thème abordé ici, merci de compléter l'article en donnant les références utiles à sa vérifiabilité et en les liant à la section « Notes et références ».
1818–1945
Entités précédentes :
- Royaume de Prusse

Entités suivantes :
- RSS de Lituanie (partie nord)
- RSFS de Russie (partie sud)

L'arrondissement d'Heydekrug (en allemand Kreis Heydekrug, à partir de 1939 Landkreis Heydekrug) était une entité territoriale administrative qui exista en province de Prusse-Orientale de 1818 à 1945. Elle faisait partie du district de Gumbinnen à l'est de la province, et son chef-lieu était la ville de Heydekrug.

## Histoire
Les réformes prussiennes mirent en place le 1er septembre 1818 l'arrondissement de Heydekrug au sein du district de Gumbinnen lui-même au sein de la première Province de Prusse (la province de Prusse-Orientale ne fut créée qu'en 1878).
De 1920 à 1923, à la suite de la défaite allemande de 1918, l'arrondissement, ainsi que la totalité du Territoire de Memel, se trouve sous tutelle de la Conférence des ambassadeurs.
En 1923, l'arrondissement, ainsi que la totalité du Territoire de Memel, passe au main de la République de Lituanie après que des partisans lituanien ont envahi la région,.
Le Territoire de Memel et l'arrondissement de Heydekrug redevinrent allemands en 1939 après de fortes pressions de la part du Troisième Reich.
En octobre 1944, l'armée rouge prend possession du Territoire de Memel et l'arrondissement de Heydekrug durant l'Offensive de la Baltique.
À la suite de la défaite du Troisième Reich en 1945, le Territoire de Memel et l'arrondissement de Heydekrug furent repris par la RSS de Lituanie, faisant alors partie de l'URSS. Une partie fut repris directement par l'URSS.
La majeure partie des allemands avaient pris la fuite durant les années de guerre. Ce qui restaient lors de l'annexion par l'URSS furent chassés durant les années 1950.

## Géographie

L'arrondissement d'Heydekrug se trouvait au Nord du district de Gumbinnen (en bleu), au Sud de l'arrondissement de Memel (district de Königsberg, en vert), au Nord de l'arrondissement de Niederung, au Nord-Ouest de l'arrondissement de Tilsit-Ragnit. A l'Est se trouvait la frontière avec l'Empire russe et à l'Ouest la côte de la lagune de Courlande. Carte montrant les districts avant 1905.

L'arrondissement se trouvait en Lituanie prussienne au bord de la lagune de Courlande. Au Nord sa frontière était commune à l'arrondissement de Memel, à l'Est avec le Gouvernement de Kowno de l'Empire russe (à la suite de la révolution russe, celui-ci devint lituanien en 1918), au Sud-Est à l'arrondissement de Tilsit-Ragnit et au Sud à l'arrondissement de Niederung.
Entre 1920 et 1939, à la suite de la défaite allemande et la mise sous tutelle de la Conférence des ambassadeurs du Territoire de Memel, la frontière Sud-Est se faisait avec l'arrondissement de Pogegen. Le reste de l'arrondissement de Tilsit-Ragnit se trouvait sous administration de la République de Weimar. En 1923 la République de Lituanie prit possession de l'arrondissement, avant de le redonner au Troisième Reich en 1939,.

## Population
| 1836   | 1871   | 1885   | 1890   | 1895   | 1900  | 1905   | 1910   |
| ------ | ------ | ------ | ------ | ------ | ----- | ------ | ------ |
| 23.267 | 39.098 | 42.394 | 42.143 | 42.554 | 43.82 | 43.268 | 43.309 |

## Administration
En octobre 1944, l'arrondissement contient :
- Heydekrug, sa capitale
- 96 communes
- 6 communautés agricoles
- l'administration de la côte de la lagune de Courlande se trouvant sur son territoire

## Communes
En 1910, l'arrondissement d'Heydekrug compte 157 communes. Les communes qui sont restées dans l'Empire allemand en 1920 et qui sont rattachées à l'arrondissement de Niederung sont désignées par NIE
- AbschreyNIE
- AckelningkenNIE
- Ackmenischken (de)NIE
- AckmingeNIE
- Alk
- Atmath
- Augstumal
- Barsdehnen
- Barsduhnen
- Barwen
- Berzischken
- Blaszen
- Blausden
- Bliematzen
- Bögschen
- Bruiszen (de)
- Bruisz-Pakull
- Cyntionischken
- Derwehlischken (de)NIE
- Didszeln
- Dronszeln
- Eydaten
- Gaidellen
- Gaitzen
- GirgsdenNIE
- Girreningken
- Gnieballen
- Groß Grabuppen
- Gurgsden
- Hermannlöhlen
- Heydekrug
- Jagstellen
- JäkischkenNIE
- Jodekrandt
- JodischkenNIE
- Jonaten
- Jugnaten (de)
- Jündschen
- Kallningken, Kirchdorf (de)NIE
- Kallningken, Ksp. Werden (de)
- Kallwellischken
- Kanterischken
- Karkeln (de)NIE
- KatrinigkeitenNIE
- Kinten (de)
- Kioschen
- Kirlicken
- Kischken
- Klein Grabuppen
- Klugohnen
- Klumben
- Kolleschen
- Kuhlins
- Kukoreiten
- Kurpen
- LabbenNIE
- Lampsaten
- Lapallen
- Laschen
- Laudszen
- Laugallen
- LebbedenNIE
- Lenken
- Liekertischken
- LukischkenNIE
- Luttken (de)NIE
- Mankuslauken
- Mantwieden
- Maszellen
- Maszen
- Matzken
- Medellen
- Mestellen
- Metterqueten
- Michelsakuten (de)
- Minge (de)
- Minneiken
- Mischkogallen
- Mussaten
- Nausseden (de)NIE
- Neusaß-Gritzas
- Neusaß-Scheer
- Neusaß-Sköries
- Ogeln
- Okslinden
- Pagrienen
- Paleiten
- ParungalnNIE
- Paszelischken
- Paszieszen
- Pauern
- Paweln
- PerkuhnenNIE
- Petrellen
- Piktaten
- Pokallna
- Prätzmen
- PustuttenNIE
- Ramutten
- Raudszen
- RewellenNIE
- Ridszen
- Röbsden
- Rogaischen
- Ruboken
- Rudienen
- Rupkalwen
- Ruß (de)
- Saugen (de)
- Sausgallen
- Schakuhnen (de)NIE
- Schakunellen
- SchillgallenNIE
- Schillmeyszen
- Schillwen
- Schlaszen
- SchneiderendeNIE
- SchudereitenNIE
- Skirwietell
- SkirwiethNIE
- Spucken (de)NIE
- StaldszenNIE
- Stankischken
- Sturmen (de)
- Suwehnen
- Swarren
- Szagaten
- Szagatpurwen
- Szameitkehmen
- Szauken
- Szibben
- Szienen
- Sziesgirren
- Sziesze
- Tarwieden
- Tattamischken
- Tautischken
- Thewellen (de)NIE
- Thumellen
- TirkselnNIE
- Trakseden
- Tramischen (de)NIE
- TumstallisNIE
- Uszlöknen
- Wabbeln
- Warruß
- Werden (de)
- Wieszeiten (de)NIE
- Wieszen
- Wietullen
- Wilkomeden
- Willeiken
- Windenburg
- WirballenNIE
- Wirkieten
- WittkenNIE
- Woitkaten

Communes dissoutes avant 1922
- Antonischken, le 2 août 1893 à Pustutten
- Asznugarrn, le 11 novembre 1895 à Lebbeden
- Atmath, le 1er octobre 1921 à Ruß
- Balschin, 1892 à Derwelischken
- Barsduhnen, le 4 mars 1913 à Heydekrug
- Baupeln, le 15 septembre 1902 à Szameitkehmen
- Cyntionischken, le 24 mai 1911 à Heydekrug
- Eglagirren, le 2 août 1893 à Pustutten
- Karschen, 1892 à Wirballen
- Kogsten, 1902 à Michelsakuten
- Kuppern, le 23 décembre 1901 à Luttken
- Luttkomanscheit, le 23 décembre 1901 à Luttken
- Mikut-Schudereiten, le 2 juin 1902 à Schudereiten
- Mitzkomantwill, 1893 à Tirkseln
- Mulkischken, le 17 juillet 1893 à Pagrienen
- Oszkarten, le 1890 à Forstgutsbezirk Norkaiten
- Pallugehl, le 2 août 1893 à Pustutten
- Pelletkallen, 1895 à Catriningkeiten
- Peterischken, le 2 août 1893 à Pustutten
- Raukutten, le 16 mars 1903 à Berzischken
- Rudden, le 2 juin 1902 à Schudereiten
- Sakuten, 1902 à Michelsakuten
- Szibben, le 24 mai 1911 à Heydekrug
- Tattamischken Abbau, env. 1905 à Paleiten
- Tumstallis, le 18 décembre 1911 à Schudereiten
- Valtinkratsch, transformé en district de domaine vers 1905
- Weszaiten, le 20 avril 1897 à Werden
- Wilken, le 22 mai 1893 à Klugohnen

## Transport
L'arrondissement était traversé dès 1875 par une ligne des Chemins de fer d'État de la Prusse reliant Tilsit à Pogegen. Après avoir été prolongée jusqu'au poste frontalier de Bajohren en 1892, elle permit plus tard de rallier Riga.

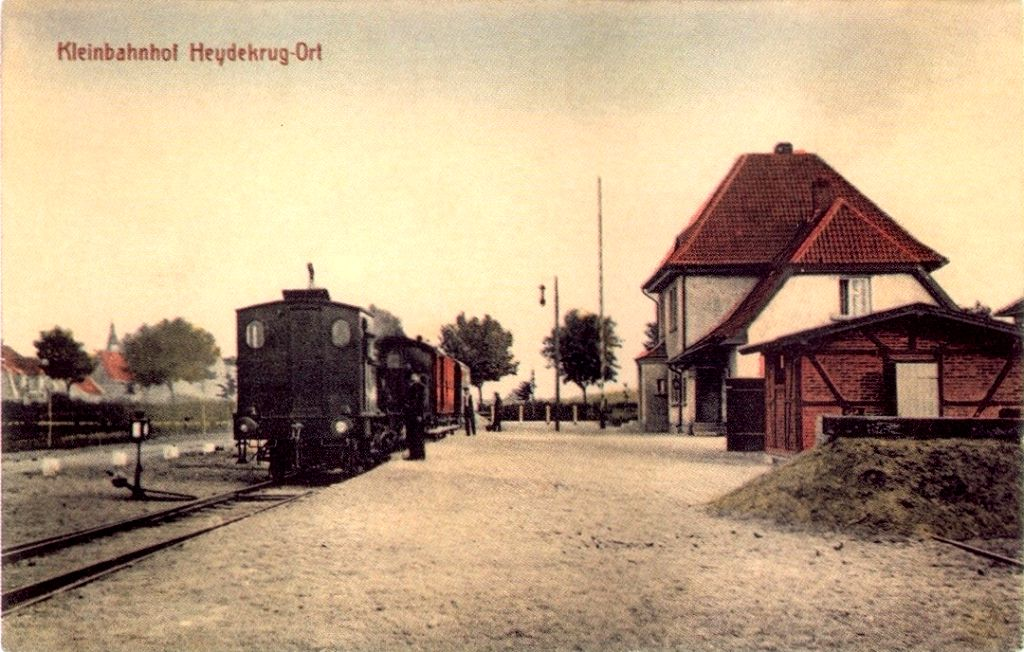
La gare de Heydekrug d'où partaient les trains desservant l’arrondissement.

En 1913 une ligne de chemin de fer traversant une partie de l'arrondissement fut ouverte, la Kleinbahn Heydekrug–Kolleschen (de).
La Route impériale n°132 (de) ralliait Tilsit à la frontière lituanienne au niveau de Polangen en passant par Heydekrug et son arrondissement.
Des liaisons nautiques existaient entre l'arrondissement et le reste des côtes de la lagune de Courlande.

## Politique

### Élections
Sous l'Empire allemand, l'arrondissement d'Heydekrug forme avec l'arrondissement de Memel la 1re circonscription du district de Königsberg (de). La circonscription est généralement remportée par des candidats conservateurs.
- 1871 : Helmuth Karl Bernhard von Moltke, Parti conservateur allemand
- 1874 : Helmuth Karl Bernhard von Moltke, Parti conservateur allemand
- 1877 : Helmuth Karl Bernhard von Moltke, Parti conservateur allemand
- 1878 : Helmuth Karl Bernhard von Moltke, Parti conservateur allemand
- 1881 : Helmuth Karl Bernhard von Moltke, Parti conservateur allemand
- 1884 : Helmuth Karl Bernhard von Moltke, Parti conservateur allemand
- 1887 : Helmuth Karl Bernhard von Moltke, Parti conservateur allemand
- 1890 : Helmuth Karl Bernhard von Moltke, Parti conservateur allemand
- 1891 : Bernhard Schlick (de), Parti conservateur allemand
- 1893 : Heinrich Ancker (de), Parti populaire radical
- 1898 : Jonas Smalakys (de), Parti conservateur lituanien
- 1901 : Friedrich Martin Mattschull (de), Parti conservateur lituanien
- 1903 : Max Krause (de), Parti conservateur allemand
- 1907 : Felix Schwabach, Parti national-libéral
- 1912 : Felix Schwabach, Parti national-libéral

### Administrateurs de l'arrondissement
- 1818–185300Carl Zobel von Zabeltitz
- 1853–186600Theodor Degen
- 1866–186700Richard Kunisch von Richthofen
- 1867–189800Richard von Lyncker
- 1898–190900Rudolf Domrich
- 1909–191000Johannes Franz Kunze (de)
- 1910–191400Heinrich Peters (de)
- 1914–191500Ernst Ancker
- 1915–191600Heinrich Hahn
- 1916–191900Arnold Fuhrmann
- 1919–192000Hugo Swart (de)
- 1920–192200Otto Kahl

## Personnes célèbres originaires de l'arrondissement
- Cornell Borchers, actrice
- Max Braun, ingénieur et créateur de ce qui est devenu l'entreprise Braun
- Hermann Sudermann, écrivain et dramaturge
- Katharina Szelinski-Singer, sculptrice
- Doris Treitz, alias Alexandra, chanteuse